# 나기정 (1863년)
나기정(羅基貞, 1863년 5월 20일 ~ 1915년 12월 10일)은 대한제국의 조선총독부의 지방 관료이다. 본관은 나주(羅州)이다. 화가 나혜석의 아버지로도 잘 알려져 있다. 경기도관찰부 주사, 환소도감 위원, 시흥군수를 역임했고, 한일 합방 이후에도 시흥군수에 유임되었다가 1912년 용인군수로 부임하고 1914년 퇴직했다. 이화여자대학교 영문학 교수 나영균의 할아버지이며, 대한민국의 영화배우 겸 연기자 나문희(본명 나경자)의 증조부이다.

## 생애
경기도 수원군의 부유한 명문가에서 태어났다. 나기정의 집안은 조선 후기에 많은 재산을 모아 증조부대부터 벼슬을 거듭 증직 받았고, 수원 일대의 대지주였다. 아버지 나영완(羅英完)은 훈련원봉사, 훈련원 참군을 거쳐 호조참판까지 승진하여 집안을 일으켜 세웠다.
1900년(광무 4) 경기도 관찰부 주사, 그해 7월 13일 경기도 관찰부 주사 판임관 8등(京畿道觀察府主事 敍判任官八等), 1902년(광무 6) 판임관 6등, 1904년 환소도감위원(圜所都監委員)을 지내는 등 대한제국의 관리로 근무하다가 한일 병합 조약 체결 직전인 1909년(융희 3) 3월 20일 시흥군 군수에 임명되었다. 1909년 정삼품으로 승진했다. 1910년 10월 한일 병합 조약 체결 후에도 조선총독부 소속으로 자리를 옮겨 시흥군수로 다시 발령을 받았고, 1912년부터는 2년간 용인군 군수를 지냈다. 1914년 행정 개편으로 지방 관료들이 상당수 사임할 때 나기정도 군수직에서 물러난 것으로 추정된다.
일제 강점기의 유명 신여성이던 나혜석은 나기정의 5남매 중 넷째이자 딸로는 둘째였다. 나기정은 신학문을 존종하는 개화된 인물이라 수원 최씨인 아내와 함께 나혜석을 일본에 유학시켜 한국 최초의 여성 서양화가로 길러냈다. 1896년 나혜석이 태어나기도 한 나기정의 큰대문집은 수원시 팔달구 일대에 집터만 남아 있다.
부인 수원 최씨 최시의(崔是議)는 남양군 서여제면(西如堤面, 화성시 서신면 서부지역) 면장을 지낸 최성대(崔成大)의 딸로, 최시의에게서 2남 3녀를 두었는데 넷째이자 둘째 딸이 화가 나혜석이다. 동생 나혜석에게 많은 영향을 끼쳤던 둘째 아들 나경석, 나경석의 딸인 영문학자 나영균도 나기정의 후손이다. 그밖에 몇명의 첩이 더 있었다.
2008년 민족문제연구소가 친일인명사전 편찬을 위해 공개한 친일인명사전 수록예정자 명단 중 관료 부문에 포함되었다.

## 기타
그가 지은 글 중 1909년(융희 3년) 4월 시흥군수 재직 중 충렬공 하위지(河緯地)의 영전에 올린 제문(祭文)이 진주하씨 지봉주손가문(晉州河氏 砥峯胄孫家)에 현재 전한다.
아들 나홍석(羅弘錫)은 아들이 없는 친형 나기형(羅基亨)에게 양자로 보냈다.
수원 남수리와 수원군 수원면 신풍리 291번지(현재 수원시 팔달구 신풍동 45번지)에 집이 있었다.

## 같이 보기
- 나혜석
- 나문희
- 나영균
- 김우영
- 김원봉
- 윤치호
- 최린

## 참고 자료
- 이덕일 (2003년 2월 28일). 〈나혜석 - 전근대사회에 좌절된 최초의 근대여성〉. 《이덕일의 여인열전》. 서울: 김영사. ISBN 978-89-349-1250-7.
- 이상경 (2000년 2월 1일). 〈수원의 '나 부잣집' 딸 (1896 ~ 1913)〉. 《인간으로 살고싶다  (영원한 신여성 나혜석)》. 서울: 한길사. ISBN 89-356-2099-8.